# هلری سار
هلری سار (انگلیسی: Heleri Saar؛ زادهٔ ۱۶ نوامبر ۱۹۷۹) بازیکن فوتبال اهل استونی است.
وی همچنین در تیم ملی فوتبال Estonia بازی کرده‌است.